# Ice Cube
O'Shea Jackson Sr. (Los Ángeles, California, 15 de junio de 1969), conocido por su nombre artístico Ice Cube, es un rapero y actor estadounidense. Comenzó su carrera a finales de los años 1980 como miembro del polémico grupo de gangsta rap, N.W.A., y posteriormente lanzó su exitosa carrera en solitario en la música y en el cine.
Su participación en N.W.A. y las letras que compuso ayudaron a popularizar el subgénero del gangsta rap y sus primeros álbumes AmeriKKKa's Most Wanted y Death Certificate, además de ser éxitos comerciales y críticos fueron importantes álbumes políticos a principios de los años 1990, además de sus inicios en el cine en el mismo período.
En los últimos años, su carrera como actor ha sido el centro de sus actividades, pese a que no ha abandonado su carrera como rapero. Es considerado como uno de los íconos más influyentes en la industria del hip hop, particularmente por su rap intrépido y enfadado, y por tocar temas políticos y raciales en sus letras. Sus discos han vendido más de 12 millones de copias en todo el mundo.

## Biografía

### Primeros años
Ice Cube creció en South Central, Los Ángeles. Tiene un hermano mayor, y tenía una media hermana que fue asesinada cuando Cube tenía 12 años.
A los 14 años ya tenía un gran interés por el rap y comenzó a escribir mientras iba al instituto William Howard Taft. Cube y un amigo, Sir Jinx, rapeaban bajo el sobrenombre de C.I.A. en las fiestas de Dr. Dre. Hicieron un memorable mixtape titulado My Posse, grabado en 1987, en el cual Ice Cube escribió la mayor parte de las canciones.

### N.W.A.

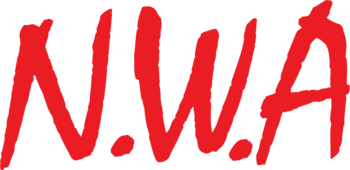
Logo de la N.W.A

Tras estar un breve periodo en un grupo llamado "N.W.A", Cube junto con Eazy-E (al que le compuso el tema "Boyz 'N Da Hood"), Dr. Dre y MC Ren y Dj Yella formó N.W.A.
Ice Cube se apartó temporalmente para estudiar arquitectura técnica en la universidad en Phoenix en 1987, pero regresó a tiempo para ayudar a crear el álbum debut del grupo Straight Outta Compton. Las letras hablaban por sí solas: combativas, violentas, disconformes con el sistema y sobre todo, exaltadoras de la vida de gánster, además de provocar la negativa del FBI, en parte debido a temas como el polémico "F*ck Tha Police".

### Carrera en solitario
En 1989, Cube sintió que no estaba siendo tratado justamente por los mánagers del grupo, Eazy y Jerry Heller. Ice Cube ayudó a escribir gran parte de 10 de las 13 canciones de Straight Outta Compton, incluyendo la integridad de "Dopeman", "8 Ball" y "Express Yourself", y demandaba que merecía más de los 30.000 dólares que recibió de los ingresos del álbum, del que se habían vendido 3 millones de copias. Por consiguiente, abandonó N.W.A. debido a éstos y otros conflictos financieros y personales durante 1989. Con Da Lench Mob y the Bomb Squad (productores de Public Enemy), Cube grabó su álbum debut en Nueva York. AmeriKKKa's Most Wanted fue lanzado en 1990 y fue un éxito inmediato.
Para ayudar a desviar las críticas hacia él por sus líricas, Cube nombró a la rapera Yo-Yo (que ya había aparecido en AmeriKKKa's Most Wanted) jefa de su propio sello discográfico y la ayudó en la producción de su álbum debut Make Way for the Motherlode en 1991. Posteriormente apareció en la aclamada película Boyz N the Hood, de John Singleton. Su papel le convirtió en toda una estrella de Hollywood.
Su siguiente álbum, Death Certificate, publicado en 1991, fue aún más polémico. Muestra un lado más agresivo y enfadado que el que se expresa en su anterior trabajo. Es conocido como el mejor y más enfocado trabajo político de Cube, y está considerado su mejor álbum por muchos admiradores. El disco está temáticamente dividido en el lado de la muerte (una visión de donde estamos hoy en día) y en el lado de la vida (una visión de donde tenemos que ir). Algunas canciones del álbum destacaron el odio de Cube por "Uncle Sam" (el Tío Sam) y la política norteamericana, y contiene un tema llamado "No Vaseline" en el que insulta a sus antiguos compañeros de N.W.A. y su mánager Jerry Heller, como respuesta al tema de N.W.A 100 Miles and Runnin, en el que le critican por haber abandonado el grupo. El álbum fue relanzado de nuevo en 2003, en el que se incluía un tema bonus, "How to Survive in South Central", que apareció en la banda sonora de la película Boyz N the Hood. Cube viajó con Lollapalooza (festival musical de Estados Unidos), en 1992, y durante ese año se convirtió a la Nación del Islam.
Ice Cube lanzó The Predator en noviembre de 1992, una colección de vibrantes temas que fueron creados durante la revuelta de Los Ángeles de principios de los 90. Refiriéndose expresamente a los disturbios en una de las canciones, "Wicked", Cube rapeó: "el 29 de abril fue el poder de la gente, y solamente podríamos ver una consecuencia". The Predator debutó #1 en las listas de pop y R&B, la primera vez en la historia en suceder algo así. Centrándose menos en el gangsta rap, Cube incorporó a su estilo algunos toques de G-Funk y de re-mezclas. Los sencillos de The Predator fueron "It Was A Good Day" y "Check Yo Self (Remix)", ambos con vídeo musical. El equipo de productores del álbum incluía a Sir Jinx, DJ Muggs y DJ Pooh. De todos sus álbumes, ha sido el que más ha vendido, con 5 millones de copias en Estados Unidos, el álbum consiguió Doble Platino en Estados Unidos.
Sin embargo, después de The Predator, el éxito de Cube comenzó a disminuir. Lethal Injection (1993) no fue bien recibido por los críticos a pesar de haber tenido otro de los grandes éxitos de Cube, "You Know How We Do It", mientras que Dr. Dre y el sonido G-Funk del Oeste dominaba el hip hop americano. El álbum incluía la colaboración de la leyenda del funk George Clinton, una de las influencias de Cube en sus inicios.
En ese tiempo tuvo un conflicto con Cypress Hill que dicen que la canción Friday el estribillo se parecía a su canción "throw you set in the air" y de eso le hicieron la canción "No Rest for the Wicked" en el álbum III Temple of Boom que dicen que la canción "Wicked" se lo robo a un rapero de New York llamado King Sun. Ice Cube le responde con "Westside Connection" el tema "King of the Hill".

### Westside Connection
Durante este tiempo, el hip hop comenzó a hacer una transición del hip hop funk del pop-rap. Después de 7 años, Westside Connection regresó en 2003 con el álbum Terrorist Threats. Tuvo buenas críticas, pero las ventas no fueron tan buenas como las de su primer disco. "Gangsta Nation", con Nate Dogg, fue el único sencillo del álbum. Tras ello, el grupo fue disuelto. En diciembre de 2004, Cube alcanzó la segunda posición en las listas del Reino Unido con el tema "You Can Do It", grabado como sencillo cinco años después de que fuera incluido en bandas sonoras de películas como Next Friday y Save the Last Dance. También fundó Westsiiide Studios, localizado en su propia casa en California, y The Westsiiide Design, un estudio de trabajos de diseño gráfico, que es una empresa conjunta con Mack 10.

### Años siguientes
En junio de 2006, Cube lanzó su esperado álbum de reaparición titulado Laugh Now, Cry Later, bajo su propio sello discográfico, Da Lench Mob Records. En el álbum aparecen artistas como Snoop Dogg, Lil' Jon y WC. El primer sencillo fue "Why We Thugs", tema producido por Scott Storch.
Poco después Cube colaboró con el rapero de la Costa Oeste Warren G en la canción "Get U Down", en la que también aparecen Snoop Dogg y B-Real.
Recientemente ha sacado un disco llamado Raw Footage el cual salió a la venta el 19 de agosto de 2008. Y que llevó canciones como "I Got My Locs On" con Young Jeezy de la banda sonora de la película que Cube está preparando llamada Janky Promoters. Otra canción de relevancia fue "Do Ya Thang".

## Premios

### Cine
Ice Cube ha sido nominado por muchas películas en el pasado. Hasta ahora, ha ganado diez premios
| Categoría                                        | Premio                          | Película                         | Año  | Resultado |
| ------------------------------------------------ | ------------------------------- | -------------------------------- | ---- | --------- |
| Outstanding Lead Actor in a Theatrical Film      | BET Comedy Award                | "Are We There Yet?"              | 2006 | Ganador   |
| Outstanding Lead Actor in a Box Office Movie     | BET Comedy Award                | "Barbershop 2: Back in Business" | 2005 | Ganador   |
| Best Actor, Musical or Comedy                    | Black Reel                      | "Barbershop 2: Back in Business" | 2004 | Ganador   |
| Theatrical - Best Actor                          | Black Reel                      | "Barbershop"                     | 2003 | Ganador   |
| Theatrical - Best Supporting Actor               | Black Reel                      | "Three Kings"                    | 2000 | Ganador   |
| Favorite Action Team                             | Blockbuster Entertainment Award | "Three Kings"                    | 2000 | Ganador   |
| Outstanding Actor in a Motion Picture            | Image Award                     | "Barbershop"                     | 2003 | Ganador   |
| Outstanding Supporting Actor in a Motion Picture | Image Award                     | "Higher Learning"                | 1995 | Ganador   |
| Choice Rap Artist in a Movie                     | Teen Choice Award               | "xXx: State of the Union"        | 2005 | Ganador   |
| Acting Award                                     | MECCA Movie Award               | ""                               | 2002 | Ganador   |

### Música
- 2005: Soul Train Music Awards
  - Lifetime Achievement Award

- 2000: Hip Hop Music Awards
  - Lifetime Achievement Award (con Dr. Dre)

## Discografía

### Álbumes de estudio
| Año  | Título | Posición           | Posición | RIAA certificaciones |
| Año  | Título | U.S. Billboard 200 | U.S. R&B | RIAA certificaciones |
| ---- | --- | ------------------ | -------- | -------------------- |
| 1990 | AmeriKKKa's Most Wanted - Lanzado: 16 de mayo de 1990 - Productora: Priority - Formato: CD, Casete, LP                   | 19                 | 6        | Platino              |
| 1991 | Death Certificate - Lanzado 31 de octubre de 1991 - Productora: Priority - Formato: CD, Casete, LP                       | 2                  | 1        | Platino              |
| 1992 | The Predator - Lanzado: 17 de noviembre de 1992 - Productora: Priority - Formato: CD, Casete, LP                         | 1                  | 1        | 3x Platino           |
| 1993 | Lethal Injection - Lanzado: 7 de diciembre de 1993 - Productora: Priority - Formato: CD, Casete, LP                      | 5                  | 1        | Platino              |
| 1998 | War & Peace - Volume 1 (The War Disc) - Lanzado 17 de noviembre de 1998 - Productora: Priority - Formato: CD, Casete, LP | 3                  | 1        | Platino              |
| 2000 | War & Peace - Volume 2 (The Peace Disc) - Lanzado: 21 de marzo de 2000 - Productora: Priority - Formato: CD, Casete, LP  | 3                  | 1        | Oro                  |
| 2006 | Laugh Now, Cry Later - Lanzado: 6 de junio de 2006 - Productora: Lench Mob - Formato: CD                                 | 4                  | 2        | Oro                  |
| 2008 | Raw Footage - Lanzado: 19 de agosto de 2008 - Productora: Lench Mob - Formato: CD                                        | 5                  | 1        | 300,000              |
| 2010 | I Am the West - Lanzado:28 de septiembre de 2010 - Productora: Lench Mob - Formato: CD                                   |                    |          |                      |
| 2018 | Everythang's Corrupt - Lanzado:7 de diciembre de 2018 - Productora: Lench Mob - Formato: CD                              |                    |          |                      |

### Con Stereo Crew
- She's A Skag (12") (1986) (producido por Ice Cube)

### Con C.I.A.
- My Ass'

### Con the Get The Fist Movement
- Get The Fist (12") (1992) (producido por King Tee)

### Con Da Lench Mob
- Guerillas I (1992) (producido por Ice Cube)
- Planet Of Da Apes (LP) (1994) (producido por Ice Cube)

### Con N.W.A.
- Straight Outta Compton (1989) #9 US (2x Platino)
- The N.W.A. Legacy: 1988-1998 1998 (Compilation) #? (Oro)

### Con Westside Connection
- Bow Down (1996) #3 (5x Platino)
- Terrorist Threats (2003) (Oro)

### Sencillos
| Año  | Título                                                              | Posición     | Posición | Posición | Posición  | Álbum                                   |
| Año  | Título                                                              | U.S. Hot 100 | U.S. R&B | U.S. Rap | UK Charts | Álbum                                   |
| ---- | ------------------------------------------------------------------- | ------------ | -------- | -------- | --------- | --------------------------------------- |
| 1990 | "AmeriKKKa's Most Wanted"                                           | –            | –        | 31       | –         | AmeriKKKa's Most Wanted                 |
| 1990 | "Dead Homiez"                                                       | –            | –        | –        | –         | Kill at Will                            |
| 1990 | "Jackin' for Beats"                                                 | –            | –        | –        | –         | Kill at Will                            |
| 1991 | "Steady Mobbin'"                                                    | –            | 30       | 3        | –         | Death Certificate                       |
| 1992 | "True to the Game"                                                  | –            | 109      | –        | –         | Death Certificate                       |
| 1992 | "Wicked"                                                            | 55           | 31       | 1        | –         | The Predator                            |
| 1993 | "It Was a Good Day"                                                 | 15           | 7        | 1        | 27        | The Predator                            |
| 1993 | "Check Yo Self" (featuring Das EFX)                                 | 20           | 1        | 1        | 36        | The Predator                            |
| 1993 | "Really Doe"                                                        | 54           | 30       | 3        | –         | Lethal Injection                        |
| 1994 | "You Know How We Do It"                                             | 30           | 21       | 5        | –         | Lethal Injection                        |
| 1994 | "Bop Gun (One Nation)" (featuring George Clinton)                   | 23           | 37       | 6        | 22        | Lethal Injection                        |
| 1994 | "Natural Born Killaz" (con Dr. Dre)                                 | –            | –        | –        | –         | Murder Was the Case                     |
| 1995 | "What Can I Do?"                                                    | -            | 44       | -        | –         | Bootlegs & B-Sides                      |
| 1995 | "Friday"                                                            | -            | 71       | -        | –         | Friday (soundtrack)                     |
| 1997 | "The World Is Mine"                                                 | 107          | 55       | 39       | –         | Dangerous Ground (soundtrack)           |
| 1997 | "Men of Steel" (con Shaquille O'Neal, B-Real, Peter Gunz & KRS-One) | 82           | 53       | 10       | –         | Steel                                   |
| 1998 | "We Be Clubbin'"                                                    | 56           | 11       | -        | –         | The Players Club (soundtrack)           |
| 1998 | "Pushin' Weight" (featuring Mr. Short Khop)                         | 26           | 12       | 1        | –         | War & Peace - Volume 1 (The War Disc)   |
| 1998 | "Fuck Dying" (featuring Korn)                                       | –            | –        | –        | –         | War & Peace - Volume 1 (The War Disc)   |
| 1999 | "You Can Do It" (featuring Mack 10 & Ms. Toi)                       | 35           | 14       | 2        | 2         | War & Peace - Volume 2 (The Peace Disc) |
| 2000 | "Hello" (featuring Dr. Dre & MC Ren)                                | -            | 50       | -        | -         | War & Peace - Volume 2 (The Peace Disc) |
| 2000 | "Until We Rich" (featuring Krayzie Bone)                            | –            | 50       | –        | –         | War & Peace - Volume 2 (The Peace Disc) |
| 2001 | "$100 Bill Y'all]"                                                  | –            | 67       | –        | –         | Greatest Hits                           |
| 2001 | "In the Late Night Hour" (featuring Pusha T)                        | –            | –        | –        | –         | Greatest Hits                           |
| 2006 | "Chrome and Paint" (featuring WC)                                   | –            | –        | –        | –         | Laugh Now, Cry Later                    |
| 2006 | "Why We Thugs"                                                      | 92           | 110      | –        | –         | Laugh Now, Cry Later                    |
| 2006 | "Go to Church" (featuring Snoop Dogg & Lil' Jon)                    | 121          | 67       | 25       | –         | Laugh Now, Cry Later                    |
| 2008 | "Gangsta Rap Made Me Do It"                                         | -            | -        | -        | -         | Raw Footage                             |
| 2008 | "Do Ya Thang"                                                       | 115          | -        | -        | -         | Raw Footage                             |
| 2008 | "Why Me?"                                                           | -            | -        | -        | -         | Raw Footage                             |
| 2008 | "I Got My Locs On" (featuring Young Jeezy)                          | -            | -        | -        | -         | Raw Footage                             |
| 2010 | "I Rep That West"                                                   | -            | -        | -        | -         | I Am the West                           |

## Filmografía

### Actor
| Año  | Título                                      | Papel                                  |
| ---- | ------------------------------------------- | -------------------------------------- |
| 1991 | Boyz N the Hood                             | "Doughboy" Darin                       |
| 1992 | Trespass                                    | Savon                                  |
| 1993 | CB4                                         | El mismo                               |
| 1994 | The Glass Shield                            | Teddy Woods                            |
| 1995 | Higher Learning                             | Fudge                                  |
| 1995 | Friday                                      | Craig                                  |
| 1997 | Anaconda                                    | Danny Rich                             |
| 1997 | Tierra de odios                             | Vusi Madlazi                           |
| 1998 | The Players Club                            | Reggie                                 |
| 1998 | I Got the Hook Up                           | Gun Runner                             |
| 1999 | Tres reyes                                  | Sgt. Chief Elgin                       |
| 1999 | Thicker Than Water                          | Slink                                  |
| 2000 | Next Friday                                 | Craig                                  |
| 2001 | Ghosts of Mars                              | James 'Desolation' Williams            |
| 2002 | All About the Benjamins                     | Bookum                                 |
| 2002 | Barbershop                                  | Calvin Palmer'                         |
| 2002 | Friday After Next                           | Craig                                  |
| 2004 | Torque                                      | Trey                                   |
| 2004 | La barbería 2                               | Calvin                                 |
| 2005 | Quieren Volverme Loco!                      | Nick Persons                           |
| 2005 | xXx: State of the Union                     | Darius Stone                           |
| 2007 | Una casa patas arriba                       | Nick Persons                           |
| 2008 | First Sunday                                | Durell                                 |
| 2008 | The Longshots                               | Curtis Plummer                         |
| 2009 | Janky Promoters                             | Russell Redds                          |
| 2010 | Lottery Ticket                              | Sr. Washington                         |
| 2011 | New Year's Eve                              | Vigilante en Festividades de Año Nuevo |
| 2012 | 21 Jump Street                              | Capitán Dickson                        |
| 2014 | Ride Along                                  | Detective James                        |
| 2014 | 22 Jump Street                              | Capt. Dickson                          |
| 2014 | The Book of Life                            | El Hombre de Cera                      |
| 2016 | Ride Along 2                                | Detective James Payton                 |
| 2017 | xXx: Return of Xander Cage                  | Darius Stone                           |
| 2017 | Fist Fight                                  | Mr. Ron Strickland                     |
| 2023 | Teenage Mutant Ninja Turtles: Mutant Mayhem | Superfly                               |
| 2025 | La guerra de los mundos                     | Will Radford                           |

### Director/Productor
- Friday (1995) Productor Ejecutivo
- Dangerous Ground (1997) Productor Ejecutivo
- The Players Club (1998) Director
- Next Friday (2000) Productor
- All About the Benjamins (2002) Productor
- Friday After Next (2002) Productor
- Barbershop (2002) Productor Ejecutivo
- Barbershop 2: Back In Business (2004) Productor Ejecutivo
- Training Day
- Are We There Yet? (2005) Productor
- Beauty Shop (2005) Productor Ejecutivo
- Black. White. (2006) Productor Ejecutivo
- Straight Outta Compton (2015) Co-Productor